# Constance Adams
Pour les articles homonymes, voir Adams.
Constance Marguerite duQuesnay Adams (née le 16 juillet 1964 à Boston dans le Massachusetts,, et morte le 25 juin 2018 à Houston (Texas) à l'âge de 53 ans) est une architecte américaine.
Elle a travaillé dans le cadre du programme spatial de la NASA et a participé au projet du module Transhab.

## Biographie
Constance Adams a étudié la sociologie à l’université Harvard, puis elle a obtenu un master en architecture à l’université Yale. Après un apprentissage de deux ans avec Kenzō Tange à Tokyo, suivi de quatre années passées à Berlin, Constance Adams collabore à des projets commerciaux et d’urbanisme. À la fin des années 1990 elle a été employée par Lockheed Martin Space Operations afin de travailler sur les projets d’exploration de Mars par la NASA au Centre spatial Lyndon B. Johnson à Houston, où elle vivait avec sa famille. Elle était une architecte agréée.